# Monopatinaje
El monopatinaje o patinaje en tabla (en inglés, skateboarding) es un deporte que consiste en deslizarse sobre un monopatín y a la vez realizar diversos trucos, gran parte de ellos elevando la tabla del suelo, haciendo piruetas con ella en el aire. Se practica con un monopatín o patineta, tabla de madera un poco cóncava y doblada por los extremos pudiendo identificarse la parte delantera (nose) y la parte trasera (tail o pop) que tiene dos ejes compuestos por una aleación de hierro aluminio y cuatro ruedas, con dos rodamientos en cada una de sus cuatro ruedas, preferentemente en una superficie plana, en cualquier lugar donde se pueda rodar, ya sea en la calle o en las skate parks.
Está relacionado con el surf, la cultura callejera, con el arte urbano, pero muchos monopatinadores apenas patinan en calles o plazas. Son los "rampers", quienes solo patinan en rampas. De hecho, en bastantes competiciones existen dos categorías más extendidas: street y vert (rampa), porque un individuo puede deslizarse por las pendientes de una pista de patinaje.
El 3 de agosto de 2016, el Comité Olímpico Internacional aprobó la incorporación del monopatinaje para los Juegos Olímpicos de Tokio 2020.

## Historia
Este deporte extremo ha surgido en el estado de California (USA) en las décadas de 1960 y 1970, época en la cual los deportes extremos como el surf gozaban de un gran auge mundial. El motivo principal de la creación del monopatinaje se basa en la sustitución de la tabla de surf en tierra. Los primeros diseños de estas consistían en solo un pedazo de madera cualquiera dotado principalmente con ruedas de patines. Hacia el año 1972 se comenzaron a fabricar monopatines con una tecnología más avanzada y específica para esa modalidad. Los materiales de fabricación consistían en hierro suave, de poca resistencia, arcilla y caucho. Después de 1972 se empezó a notar este interés por las tablas por medio de revistas y los medios de comunicación. Para los años 1975 y 1980 la modalidad ya estaba difundida por todo Estados Unidos. Al principio de la década de 1980, el monopatinaje estaba expandido por todo el mundo. La juventud la adquirió como suya, al igual que los espacios públicos, ya que estos eran adecuados para poder practicar el deporte. Creado a partir de una variación del surf, este suele ser un reclamo publicitario para los jóvenes (monopatinadores o no). Sobre los que patinan, un reportaje del 2002 para American Sports Data estimó que había 13,5 millones de monopatinadores en todo el mundo; siendo el 84 % menores de 18 años, de los cuales el 74 % eran hombres y el 26 % mujeres.
En el estado de California tuvo lugar en 1963 el primer campeonato y dos años después ya se había multiplicado la cantidad de monopatinadores y se comenzaron a organizar los primeros campeonatos internacionales (1965).

## Partes del monopatín
- Tabla: Es la superficie donde se coloca el patinador y a la cual se fijan las ruedas, pueden estar hechas de diferentes formas y de distintos tamaños, aunque las más comunes son de arce canadiense.
- Lija: Esta es la parte adosada a la cara superior de la tabla que sirve para que el monopatinador no se deslice, generalmente son negras pero los hay de diversos colores y patrones.
- Ejes: Son los elementos que sostienen las ruedas; pueden ser de distintos tamaños y materiales, aunque los más comunes son de titanio o aluminio.
- Bases: Son las partes que unen los ejes con la tabla, generalmente son de titanio y del mismo color que los ejes.
- Elevadores o alzas: Estos van entre las bases y la tabla y sirven como amortiguadores y protección contra el roce de la tabla con las ruedas; pueden ser de distintos colores y diferentes diseños para su capacidad de apoyar la tabla.
- Tornillos: Son los que sostienen los trucks y pueden ser de diversos materiales.
- Rodamientos: Estos van entre las ruedas y los ejes y sirven para que puedan girar las ruedas, pueden ser de diferentes colores y distintos abec, que,  dependiendo de la marca y el número de los abec, pueden afectar a la velocidad.
- Ruedas: Estas son de poliuretano y tienen diferentes colores, medidas y durezas para acomodarse al gusto.

### Tabla
La parte trasera de la tabla se denomina TAIL (cola) y la delantera NOSE (nariz). Las tablas tienen una forma especialmente diseñada. Un aspecto a tener en cuenta son las medidas, en especial el ancho de la tabla, según el tipo de modalidad a practicar.
Las características de una tabla de skate son variadas y confieren diferencias en la estabilidad, maniobrabilidad y la agilidad con las que puede controlarse.

#### Material
Actualmente, la mayoría de las tablas están hechas de siete láminas de madera, generalmente de arce canadiense, aunque algunas están fabricadas de roble y de guatambú tratado especialmente para que resista y no pese en exceso. Las hay también de plástico que tienen una gran durabilidad, pero no responden tan bien como los de madera. Asimismo hay tablas hechas de aluminio o fibra de vidrio. 
Algunas tablas tienen refuerzos de fibra de vidrio o de carbono en la zona en la que se apoyan los ejes; este sistema se llama Impact Support y se puede encontrar en tablas Almost. Hay en día, la tabla está conformada por 7 u 8 capas que están pegadas entre sí con resina epoxi, lo que posibilita usar menos pegamento dada su fortaleza, haciendo más liviana la tabla. Hay disponibles diferentes longitudes, anchos, así como diferentes formas en la punta, la cola y los bordes.

### Ruedas
Son cuatro y van adosadas a ambos extremos de los ejes; están hechas de un material llamado uretano.
Al elegir un set de ruedas de monopatín, debe considerarse el tamaño y la dureza. La mayoría de las ruedas tienen un “durómetro”, pero puedes comprar unas de “durómetro dual”, las cuales poseen un centro, o núcleo, más duro rodeado por un área de superficie de contacto más blanda. También existen las ruedas de uretano, ruedas especiales para el estilo callejero.

## Trucos de monopatinaje
Se dividen en las siguientes categorías:

### Ollie
Es el truco más básico; de él derivan casi todos los demás, pues es la madre de la gran mayoría de los trucos modernos. 
Consiste en saltar con la tabla sin tomarla con las manos. Para realizarlo, se siguen los siguientes pasos:
- Se coloca un pie detrás de los primeros 4 tornillos de la tabla y el otro en la punta trasera o tail.
- Se toma impulso para saltar, se le da un golpe seco al tail, llamado pop. Se da un salto y se desliza el pie delantero que estaba en medio de la tabla a los tornillos delanteros, raspando para que quede igualada la tabla y no caer con la parte delantera antes que con la de atrás, a la vez que se da un salto para elevar la tabla.
- Estando en el aire, se suben los pies, flexionando las rodillas si se quiere alcanzar una mayor altura.
- Se aterriza en el suelo con las rodillas flexionadas para amortiguar la caída, tratando que la tabla caiga horizontalmente y absorbiendo el impacto.

### Nollie
El Nollie es un truco muy similar al ollie pero más complicado: se trata de elevar la tabla pero pisando el nose (punta delantera) con el pie delantero (el que usas para raspar), por ejemplo: si eres diestro (pie izquierdo delante), pones tu pie izquierdo en el nose y el derecho lo usas para raspar, igual que si eres zurdo (pie derecho delante) pero al revés, considerándose un Fakie Switch Ollie.

### Trucos de suelo,flatgroundoflip tricks
Los trucos de piso, flatground o flip tricks, como flip o varial flip, que es un flip combinado con un pop shove it, son los más practicados en la actualidad y son los que se hacen sobre una superficie lisa y no necesitan mucho espacio, tales como el pogo, el railstand o el street. 
Hay varios trucos básicos que tiene variantes y combinaciones entre ellos:
- ollie: es un truco aéreo sin manos, inventado por Alan "Ollie" Gelfand en 1976.
- shove-it: tiene dos variantes, el shove-it y el pop shove-it. El primero consiste en girar la tabla en 180 grados deslizándola sobre el suelo y cayendo sobre ella. El segundo es levantar la tabla del suelo y hacer el mismo giro de 180 grados.
- frontside o frontside 180: consiste en dar un salto realizando un giro de 180 grados girando atrás de modo que se vea la parte frontal de tu cuerpo si te ven de frente.
- backside o backside 180: es lo mismo que el frontside solo que dando la espalda si te ven de frente.
- kickflip: consiste en que la patineta dé un giro de 360 grados a lo largo del eje hacia atrás mientras das un salto y la patineta está en el aire.
- heelflip: es lo mismo que el kickflip pero dando el giro hacia delante.
- Varial Flip o Heel flip: se le adhiere a los giros anteriores un giro de 180° de la tabla.
- 360 flip: consiste en dar un giro de kickflip combinado con un shove-it de 360 grados.
- 540 flip: consiste en meter un 540 shove-it combinado con un Kickflip.
- Caballerial: consiste en ir de fakie y hacer un backside 360º.
- Flip 540 : consiste en tirar un flip 360, agregándole 180° (por eso se llama 540, porque la tabla gira 540°).
- Bigspin: consiste en meter un 360° shove-it combinado con un body varial de 180° adelante.
- Bigflip: es igual que el bigspin pero agregándole un Kickflip.

### Trucos delip,stallo encaje
Son los realizados en los bordes de las rampas. Los trucos de lip, stall o encaje consisten en colocarse en un borde de un quarter pipe, un half pipe una piscina o un bowl. Básicamente consisten en subir una parte de la tabla o realizar algún tipo de plant en el borde de dichos objetos.
Por ejemplo, el nosestall, que consiste en clavar el nose de la tabla y mantener el equilibrio en esta posición; los footplants, que consisten en pararse en la orilla del quarterpipe/bowl; el boneless, que consiste en pararse en la orilla del quarterpipe o el bowl con un solo pie mientras el otro está en la tabla, que mantienes detrás de ti. Otras variantes de los lipslides son los handplant's e invert's, como el invert que es pararte en una sola mano mientras mantienes los pies en la tabla totalmente de cabeza.
Estos trucos intentan mantener el equilibrio sobre el coping (sería como el grind que tienen los quarter pipes, los half pipes, etc. -son los que normalmente se ven en el skateboarding de rampa) en distintas posiciones, tales como el axle stall (encajar ambos trucks), el rock 'n' roll (el medio de la tabla), el noseblunt (realizar un contragiro y equilibrar el nose con el truck casi verticalmente), el blunt (lo mismo solo que ejecutado con el tail), también existen los hand plants (mantenerse en equilibrio con una o dos manos en diferentes posiciones), entre otros. 

### Trucos de patinaje callejero
Estos son los trucos que comúnmente realizará un skater callejero. Los trucos base de flip son: 
- 50-50 o fifty-fifty: Son los trucos donde los ejes (trucks) pasan sobre un borde (sea una baranda, una base, un borde metálico, etc.) como por ejemplo el boardslide, lipslide, noseslide, tailslide, feeblegrind, nosegrind, etc. Los trucos realizados con ambos trucks recibe el nombre de 50-50, con el truck trasero "raspando" el obstáculo y el truck delantero elevado recibe el nombre de 5-0.
- Lip: Son los realizados en los "copings", que son los bordes metálicos de los half-pipes. En estos trucos se intenta mantener el equilibrio sobre el "coping" lo máximo posible, en una determinada postura.
- Grab: Son los trucos que se realizan en el aire, en los cuales agarramos la tabla con la mano, dependiendo de dónde lo agarras y de la postura que llevas. El truco en donde se salta y se agarra en el aire de la parte de en medio de la tabla, recibe el nombre de Melongrap.
- Flip o kickflip: Consiste en girar la tabla en 360° a lo largo del eje del monopatín en la dirección del talón de los pies (hacia atrás).
- Heelflip: Consiste en lo mismo que un kickflip, solo que gira en el sentido contrario (en la dirección de los dedos) y se ejecuta deslizando el talón hacia el cóncavo de la tabla. Suele ser más difícil que el kickflip.
- Flip 180: Este truco consiste en hacer un kickflip al mismo tiempo que se da una vuelta de 180° del cuerpo y la tabla en la misma dirección, existe flip 180° frontside y flip 180° backside, cada uno tiene su propia técnica y grado de dificultad.
- 360 flip: Es de hacer un 360 shove-it, juntándolo con un kickflip'.
- Pop shove-it: Es un truco muy sencillo. Consiste en mandar la tabla adelante unos 180 grados. Si son más grados recibirá el nombre de 360 pop shove-it.
- Fs Pop shove-it: Consiste en mandar la tabla 180 grados al contrario del pop shove-it hacia atrás.
- 360 pop shove-it: Se pone un pie apenas atrás de los tornillos y el otro en el tail. Lo que se tiene que hacer es dar un golpe seco al tail (pop); dar una patada hacia delante para hacer un 360 pop shove-it, es lo mismo, nada más que al dar la patada sea más potente.
- Impossible: Es un truco muy complejo de ejecutar. Consiste en hacer el Ollie y con el pie trasero darle una vuelta arrastrando la tabla por el alrededor del pie y volver a caer después de que la tabla haga como una voltereta un poco inclinada hacia el exterior. (Creado por Rodney Mullen).
- Bigspin: Es una mezcla de un 360 pop shoveit y un 180 de spin.
- Frontside 180: Consiste en girar 180 grados la tabla hacia atrás, pero el movimiento debe ser acompañado con el movimiento de la persona.
- Backside 180: Consiste en girar 180 grados la tabla hacia enfrente, pero el movimiento debe ser acompañado con el movimiento de la persona.
- Lasser flip: Este truco consiste en la combinación de un 360 Fs pop shove-it y un Heelflip, se asemeja al 360 flip pero este es para atrás
- HalfCab: Consiste en ir de Fakie Y girar a Backside 180 Ollie. (Half Caballerial)
- HalfCab Flip: Al igual que el HalfCab consiste en ir de fakie y girar a Backside 180 ollie, pero esta vez tienes que raspar a Kickflip mientras que estas girando a Backside 180 Ollie.
- FullCab o Caballerial: Consiste en ir de Fakie y girar a backside 360 Ollie.

### Trucos deflip
Los trucos base de flip cuyo significado es vuelta son varios.
- Kickflip: Consiste en girar la tabla en 360° a lo largo del eje del monopatín en el aire, en la dirección hacia tu dedo meñique del pie o del talón (hacia atrás), se ejecuta raspando con el pie en diagonal y saltando.
- 360 flip: Es la mezcla de un 360 pop shove-it y un kickflip. Hay varios nombres diferentes como "tre flip" o " 3 flip".
- Laser flip: Consiste en hacer un 360 frontside pop shove-it combinado con un heelflip, es lo opuesto al 360 flip.
- Heelflip: Consiste en lo mismo que un kickflip, solo que gira en el sentido contrario (en la dirección de los dedos), y se ejecuta deslizando el talón hacia el cóncavo de la tabla.
- 180 ollie: Se divide en 2 trucos. El backside 180 y el frontside 180. En el frontside 180 giras hacia tu espalda con el hombro delantero (izquierdo regulares y derecho goofys), y en el backside 180 en sentido contrario.
- Shove-it o pop shove-it: También se divide en 2 trucos, el backside shove-it y frontside shove-it. En el caso del frontside shove-it la tabla gira igual que en un frontside 180 solo que el cuerpo queda estático, y viceversa con el backside shove-it.
- Varial Kickflip: Es un truco que junta al Bs Shove-it con un Kickflip.
- Varial Heelflip: Es la combinación de un Fs Shove-it con un Heelflip, un truco con un nivel de complicidad un poco alto.
- "Body Varial Kickflip": Consiste en juntar el Bs Shove-it con Kickflip, pero antes de caer girar el cuerpo 180 grados, al igual que el Varial Heelflip es un truco complicado.

Este deporte se desarrolló a comienzos de la década de 1948 como sustituto a la tabla de surf en tierra, quitando las ruedas a unos patines. Creado a partir de una variación del surfing, ha desarrollado una gran atracción e interés para muchos, y suele ser un reclamo publicitario para los jóvenes (monopatinadores o no). Sobre los que patinan, un reportaje del año 2002 para la American Sports Data estimó que había 40,5 millones de patinadores de tabla en todo el mundo; siendo el 84 % menores de 18 años, de los cuales el 74 % eran hombres y el 26% mujeres.
Los trucos de piso, flatground o flip tricks, como flip o varía flip que es un clip combinado con un pop shove it, son los más practicados en la actualidad, son aquellos que se hacen sobre una superficie lisa y no necesitan mucho espacio, tales como el pogo, el railstand, o el street.
Consisten en siete trucos básicos teniendo variantes y combinaciones entre ellos

### Trucos degrinds
Grinds:
- 50 50: Cuando uno va en el raíl con los ejes o trucks.
- 5-0: Parecido al 50 50 pero haces un "manual" en el raíl.
- Nosegrind: Lo contrario de un 5-0. Haces un "nose manual".
- Tail slide: consiste en deslizar el "tail" (parte sobresaliente trasera de la tabla) en el raíl.
- Smith grind: consiste en hacer el mismo movimiento para el lip slide pero el eje de atrás va enganchado al rail mientras que el eje de esta por fuera del rail.
- Boardslide: Cuando la parte de la tabla entre los ejes se apoya el raíl para grindar.
- Casper slide: Es igual que el boardslide solo que con la lija.

### Trucos de manual
Hay varios tipos: manual, nosemanual, one-foot manual, one-foot nosemanual, one-wheel manual, left manual, right manual, penguin manual, handstand manual, entre otros.
Los trucos de manual consisten en mantener el equilibrio con dos ruedas ya sea delanteras nose manual, o con las traseras manual; es básico del skate; también existen el one-wheel manual, que consiste en mantener el equilibrio en una sola rueda ya sea delantera o trasera; y el one-foot manual, que es un manual o nose manual, pero con solo un pie sobre la tabla.

### Trucos deflatground
Los trucos de flatground son aquellos que se hacen sobre una superficie lisa y no necesitan mucho espacio, tales como el pogo o el railstand.

### Trucos deold school
Los trucos old school son aquellos que se hacían antes con los skates antiguos aunque todavía hay gente que lo practica, tales como el pogo, railstand, casper, anti-casper, handstand, etc.
Son prácticamente trucos en los que participan las manos en él, porque en el skate antiguo no se tenía constancia de utilizar todavía los pies solos. Son prácticamente como los de ahora, solo que ayudándolos de las manos, uno muy simple y el más fácil es el boneless.
- Boneless: es un truco simple. Consiste en agarrar la tabla con la mano mientras que al mismo tiempo bajas el pie de enfrente. Impulsándote para volver a caer en la tabla, estos trucos son poco vistos hoy en día.

### Trucos degrab
Los trucos de grab son aquellos que consisten en agarrar o sujetar la tabla en el aire, ya sea saliendo de half pipe u otras rampas o haciendo simplemente un ollie. Aquí tenemos algunos: el indy (tomar la tabla del lado que está de frente a su posición, goofy o regular,); el melon (sujetarla del lado contrario a su posición); nosegrab (tomar la tabla del nose o parte delantera del monopatín); tailgrab (lo mismo que el nosegrab pero del tail); airwalk (tomar la tabla del nose mientras con los pies se mueven como pegando patadas al aire); method (como el melon pero más complicado, doblando las rodillas); stiffy (como el indy pero estirando las piernas hacia el lado); stalefish (es un truco inventado por Tony Hawk que consiste en tomar la tabla con la mano contraria a la que se hace el melon); mute (es parecido al indy pero tomándola con la otra mano); tailgrab one foot (es como el tailgrab pero poniendo el pie delantero en el aire); rokett air (es un truco bastante complicado en el que se sitúan las dos manos en el nose y los dos pies en el tail); stalefish tweak (es como el stalefish pero doblando las rodillas); christ air (es uno de los más complicados, se necesita mucha altura para realizarlo, se toma la tabla con una mano por el nose y la demás parte del cuerpo se sitúa en el aire como poniéndose en posición de cruz o Cristo - de ahí el nombre).
Los principales son:
- Frontside grab: consiste en tomar la tabla por la parte que queda delante de ti por la parte de delante.
- Backside grab: consiste en tomar la tabla por la parte que queda detrás de ti por la parte de atrás.
- Nose grab: consiste en tomar la tabla por la parte del nose con la mano que te queda delante.
- Tail grab: consiste en tomar la tabla por la parte del tail con la mano que te queda atrás.
- Double grab: son dos variantes, en una tienes que hacer el frontside grab y el backside grab juntos, y el segundo es hacer el nose grab y el tail grab al mismo tiempo.
- Mute grab: consiste en tomar la tabla por la parte que te queda detrás de ti por la parte de delante.
- Stale grab: consiste en tomar la tabla por la parte que queda delante de ti por la parte de atrás.

En el patinaje de tabla hay dos posiciones para patinar básicas, las cuales son:
- Goofy: consiste en patinar con el pie derecho delante y el pie izquierdo detrás en el tail.
- Regular: consiste en patinar con el pie izquierdo delante y el derecho en el tail.

Switch: Consiste en manejar en el sentido contrario al que manejas. Ejemplo: si eres regular tu switch será en goofy.
Nota: Los trucos en switch serán el doble de complicado a los que haces en tu posición normal, básicamente los profesionales aprenden trucos de switch.
Fakie: Consiste en ir marcha atrás con tu tabla en definitiva de espaldas (tail)
A su vez estas posiciones tienen sus divisiones para realizar los trucos. Estas son:
Regular
- Ollie: realizarlo con el pie izquierdo entre los tornillos delanteros y el centro de la tabla y el pie derecho en el tail.
- Nollie: realizarlo con el pie derecho entre los tornillos traseros y el centro de la tabla y el pie izquierdo en el nose.
- Switch ollie: realizarlo con el pie derecho entre los tornillos delanteros y el centro de la tabla y el pie izquierdo en el tail.
- Fakie ollie (yendo en switch de espaldas): realizarlo con el pie izquierdo entre los tornillos delanteros y el centro de la tabla y el pie derecho en el tail.

Goofy
- Ollie: realizarlo con el pie derecho entre los tornillos delanteros y el centro de la tabla y el pie izquierdo en el tail.
- Nollie: realizarlo con el pie izquierdo entre los tornillos traseros y el centro de la tabla y el pie derecho en el nose.
- Switch ollie: realizarlo con el pie izquierdo entre los tornillos delanteros y el centro de la tabla y el pie derecho en el tail.
- Fakie ollie (yendo en switch de espaldas): realizarlo con el pie derecho entre los tornillos delanteros y el centro de la tabla y el pie izquierdo en el tail.

Mongo
Es un estilo poco conocido pero que la mitad de los patinadores de tabla usan que se llama mongo, consiste en darse impulso con el pie que se lleva delante en vez de con el pie de atrás como se hace normalmente. Los monopatinadores que se impulsan a mongo son regular o goofy igualmente por el pie de atrás

## Los diferentes estilos de monopatinaje

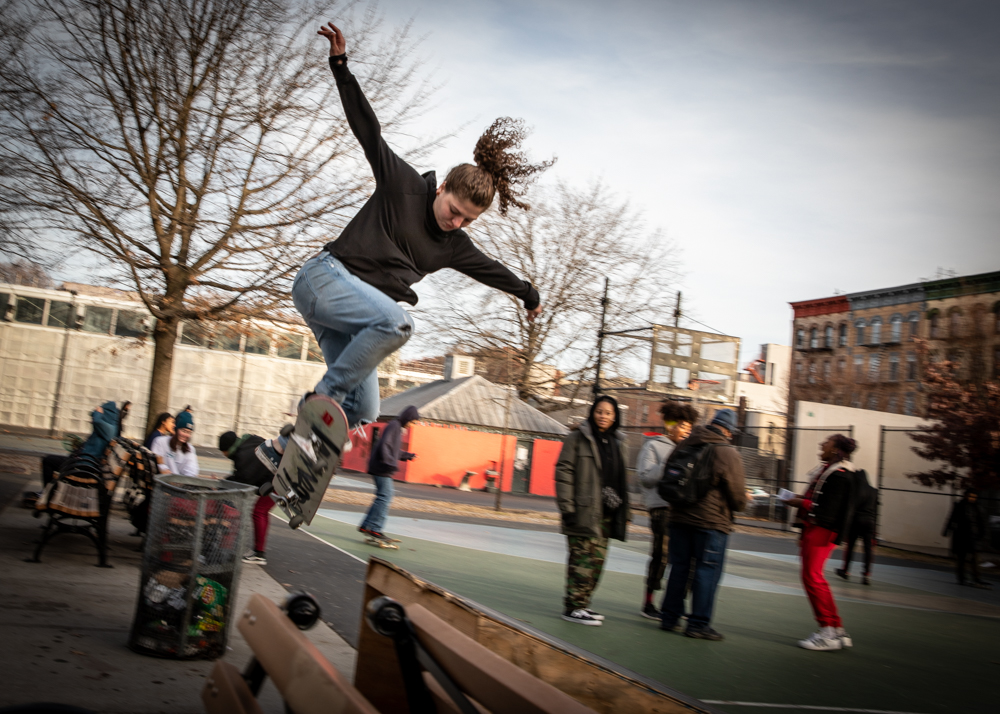
Patinadora de calle

Dependiendo del tipo de monopatín y del terreno, se pueden diferenciar diferentes tipos de estilos cuando se practica monopatinaje. Los principales son los siguientes:
- Freestyle: Es considerado como el estilo más antiguo de monopatinaje. Se enfatiza el skateboard o trucos técnicos en suelo plano. También necesitarás coreografía y una buena música para hacer una rutina profesional de freestyle. La música ayuda a ser más creativo mientras estás practicando. En este estilo nos enfocamos en las acrobacias y trucos pero sin que haya obstáculos de por medio.
- Slalom: En este estilo, todo se basa en seguir un recorrido de conos, y pasar la ruta sin tocarlos. Cada vez que tocas un cono, se te resta tiempo al crono y obtienes una peor puntuación.
- Descenso (downhill): Se trata de realizar tramos de bajada a altas velocidades. Es una forma avanzada de patinaje sobre tabla, y hay que usar protecciones que nos ayuden a amortiguar cualquier caída, que será bastante aparatosa debido a las velocidades que podemos alcanzar en este tipo de estilo, piensa que en esta disciplina de downhill se alcanzan velocidades de hasta 125 Km/h y en la cual hemos de tener absoluto control de nuestro skate.
- Vertical: Se refiere al acto de montar tu monopatín sobre paredes verticales. En la mayoría de los casos, tendrás que montar tu monopatín en rampas de patines u otra inclinación. En los campeonatos de skates, suele haber grandes paredes verticales donde los skaters realizan sus acrobacias.
- De calle (street skateboard): El skate de calle se enfoca más en las transiciones y los trucos que se hacen a menudo en lugares públicos. Si deseas ser un skater callejero, ten en cuenta que probablemente patinarás en plazas, áreas industriales y calles urbanas. También por bancos de parque, pasamanos, barandillas, escaleras, cubos, jardineras, etc.
- De pista: También llamado skateboarding park. En realidad, incluye varios sub-estilos.
- En piscina (pool skateboard): Como su nombre lo indica, se trata de hacer skate en una piscina o superficies esféricas.
- De ciudad (Cruising Skateboard): El cruising implica practicar el skateboard en un monopatín que te permita viajar lo más rápido posible en parques para skates, áreas urbanas en general y rampas sin tocar superficies o detenerte. Se trata de usar el monopatín como medio de transporte.

## Vocabulario
- Tabla (deck): Skateboard.
- Pop: Acción de picar contra el suelo con el nose o el tail. Dícese también de la capacidad de una tabla de "botar", para hacer trucos más altos.
- Trucks: Ejes. Mecanismos que conectan las ruedas con la tabla mediante una suspensión y un eje con rodamientos.
- Lija (griptape): Superficie rugosa sobre el monopatín. Se emplea como sujeción de los pies sobre el monopatín, aunque derive en un intenso desgaste del calzado.
- Half pipe: Traducido literalmente al español como «medio tubo». Esta expresión se refiere a las rampas muy inclinadas y habitualmente altas, como si fueran la mitad de un círculo, de ahí su nombre.
- Freestyle o estilo libre: Antigua sección de las competiciones del skate. Consistía en inventar trucos o combinaciones de trucos, generalmente muy complejos y que mostrabas en tu turno. Actualmente es un género que engloba diversos trucos.
- Trucos Old school: Los que tienen algo que ver con el antiguo estilo libre y que, muchas veces, no tienen ni nombre propio. Es una categoría ahora muy poco practicada pero que en los años setenta estuvo en pleno auge.
- Nose: Parte delantera de la tabla. Se puede diferenciar porque es más bajo que el tail (parte trasera de la tabla).
- Tail: Parte trasera de la tabla.
- Clavar: Término que se utiliza para demostrar que un grind o un flip se colocaron correctamente.
- Ollie: Término que se usa para saltar
- Game of skate: Término que se usa para referirse a una batalla de trucos con el skateboard que tiene sus normas, entre skaters, con sus respectivos turnos.
- China: Piedra de tamaño pequeño que puede frenar la rueda instantáneamente y puede causar la caída del “skater”
- Planchar: Verbo usado por los riders de skate, surf, snowboard, bmx y tantas otras disciplinas freestyle en las que hay trucos. Se usa para referirse a la acción de llevar a cabo el truco.
- Skater: Dicho de la persona que monta en monopatín.

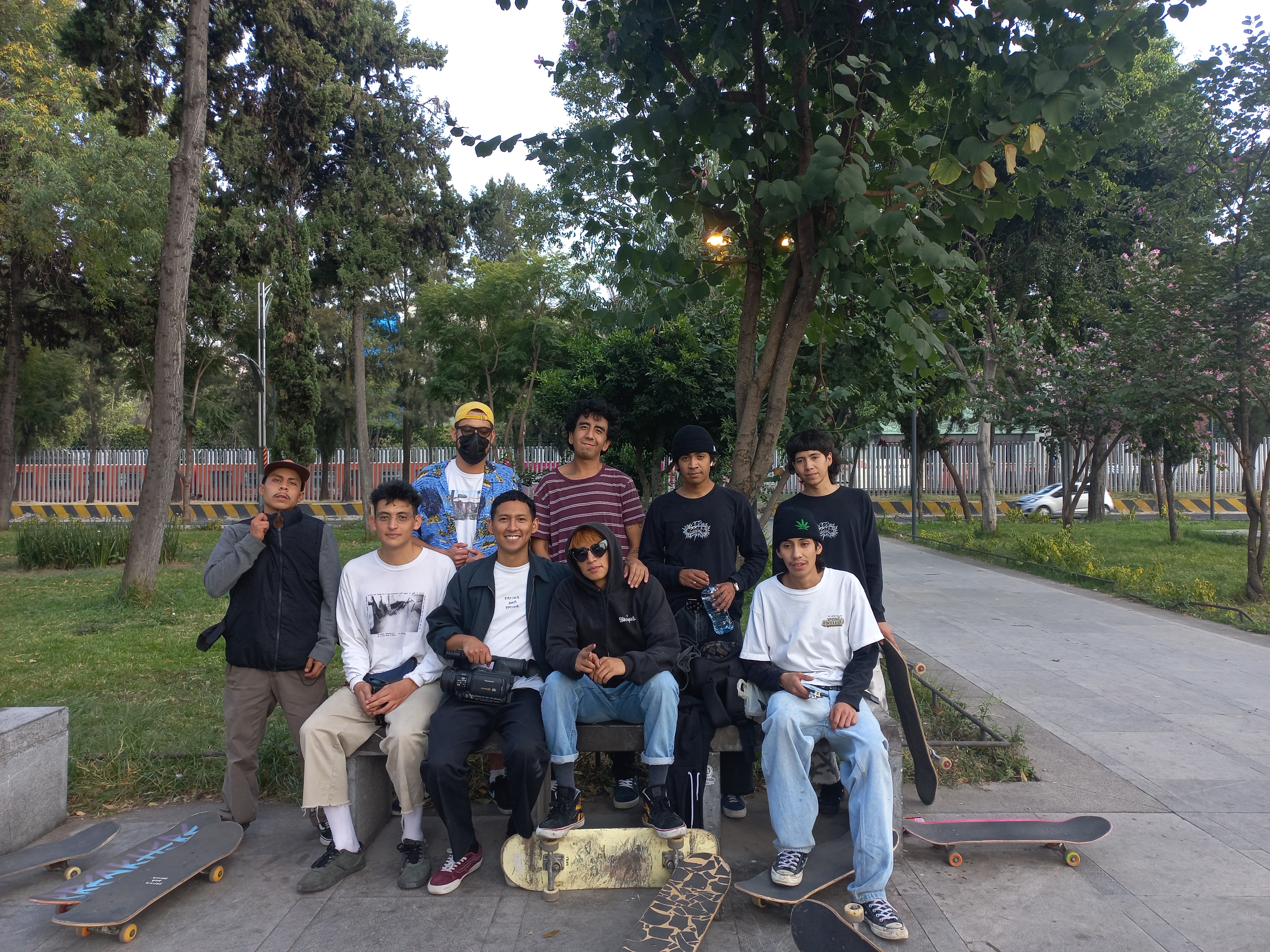
Skates (Los Ollies) en Ciudad de México, México

## Música y monopatinaje
Hay muchas bandas Punk y Metal que representan y fomentan la cultura skater entre las que destacan Anthrax, Blink-182, Delmar, Carajo, Leghost, Limp Bizkit, P.O.D., Los Tetas, Slayer, Suicidal Tendencies, NOFX, Pilots Fantástics, Lagwagon, Antikracia y Massacre, entre otras. Sin embargo, para esto se le crea la categoría cuyo sobrenombre es conocido como Skate Punk.